# Jolanta Cywińska
Jolanta Cywińska (ur. 7 maja 1966 w Milanówku) – polska pisarka, dziennikarka, terapeutka. Absolwentka Uniwersytetu Warszawskiego, studiowała na wydziale Etnologii i Antropologii Kulturowej. Ukończyła 3-letnie studium na kierunku Psychoterapia w Instytucie Psychologii Stosowanej w Warszawie.

## Życiorys
Wygrała konkurs na stażystę w dzienniku „Nowy Świat” (1991). Pracowała w tygodniku „Antena” wydawanym przez Telewizję Polską, gdzie przeprowadzała m.in. wywiady z gwiazdami filmu i muzyki rozrywkowej (1992-1994). W dzienniku „Sztandar” pracowała w działach: społecznym i miejskim. W „Życiu Warszawy” pisała w dziale miejskim (1997). Pracowała również w tygodnikach: „Naj”, „Na Żywo”, „Świat kobiety” (1998-2-1999). Współpracowała z miesięcznikiem popularnonaukowym „Focus”, dodatkami branżowymi do „Rzeczpospolitej” oraz działami ekonomicznymi miesięczników „Murator” i „Murator Plus”.
Współpracuje z portalem portalmini.eu o profilu kulturalno – społecznym.
Od roku 2000 poświęciła się twórczości literackiej i działała na rzecz środowiska dziennikarskiego – była skarbnikiem Oddziału Warszawskiego Stowarzyszenia Dziennikarzy Polskich oraz wiceprzewodniczącą Głównej Komisji Rewizyjnej SDP.
Jest członkinią Stowarzyszenia Pisarzy Polskich.

### Twórczość literacka
- 2002 – Stracić głowę – 12 opowiadań, Wydawnictwo TORUS[2]
- 2006 – Zamek na skraju światów, Wydawnictwo ASKON[3]
- 2009 – Etiuda matrymonialna, Wydawnictwo PRIMAVERA[4]
- 2016 – Trzy kroki od miłości dwa kroki od śmierci, Wydawnictwo ASKON[5]
- 2021 – Władcy czterech ścian, Wydawnictwo Oddziału Warszawskiego Stowarzyszenia Pisarzy Polskich[6]